# Theo Burauen

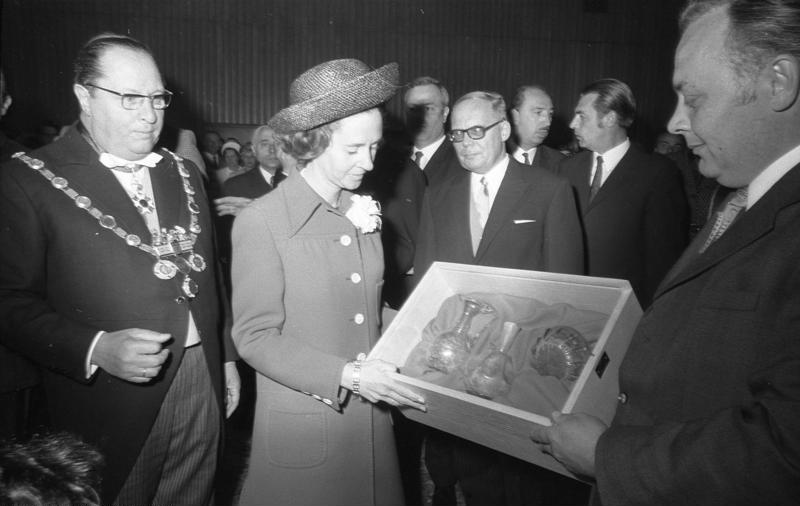
Theo Burauen (mit Amtskette) beim Besuch des belgischen Königspaares, 1971

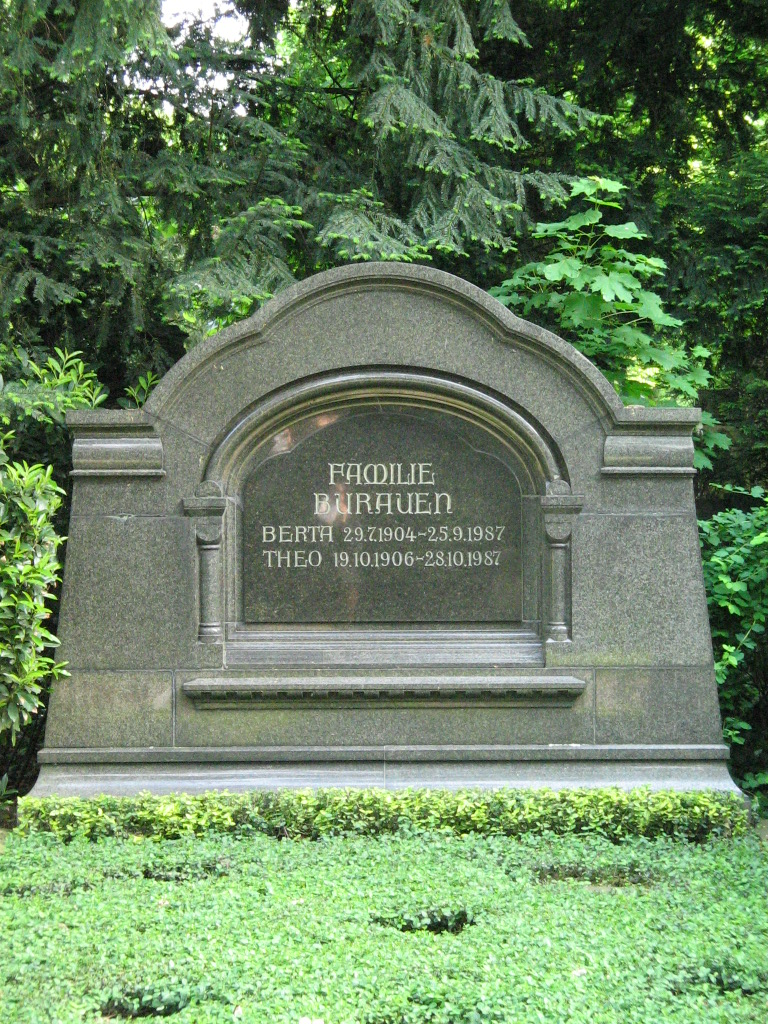
Grab von Theo Burauen auf dem Melaten-Friedhof (MA zwischen Lit. G und R)

Theodor Burauen (* 19. Oktober 1906 in Köln; † 28. Oktober 1987 ebenda) war ein deutscher Politiker und vom 9. November 1956 bis 17. Dezember 1973  Oberbürgermeister der Stadt Köln.

## Leben
Burauen trat im Alter von 20 Jahren in die SPD ein. Nach kaufmännischer Lehre arbeitete er ab 1928 bis zum Verbot der SPD im Jahr 1933 als Lohnbuchhalter und ab 1932 als Vertriebsleiter bei der sozialdemokratischen Rheinischen Zeitung. In der Zeit des Nationalsozialismus lebte Burauen nach dreijähriger Arbeitslosigkeit von Gelegenheitsarbeiten, u. a. in der Markthalle und als Bauchladenverkäufer im Vereinslokal „Wolkenburg“ des Kölner Männergesangsvereins, war zeitweise Vertreter für Textilien und Versicherungen und Zeitungshändler auf den Rheinschiffen, bis er 1936 als Geschäftsführer in einem mittelgroßen Betrieb zur Herstellung von Steuerungselementen für Druckmaschinen unterkam.
Nach dem Zweiten Weltkrieg, den er ab 1940 als Funker bei der Luftnachrichtentruppe vorwiegend auf dem Balkan überstanden hatte, zog Burauen 1946 erstmals in den Kölner Stadtrat ein, dem er insgesamt 27 Jahre angehörte. Als die SPD 1956 mit 46 % die Kommunalwahlen gewann, wählte der neue Stadtrat – mit zwei Stimmen der FDP –  Theo Burauen zum Oberbürgermeister.   
Vom 25. Januar 1954 bis zum 23. Juli 1966 war Burauen Mitglied des Landtags des Landes Nordrhein-Westfalen.  
Bei den Wahlen 1964 errang seine Partei eine deutliche absolute Mehrheit von 57,4 %. Von diesem Amt trat er erst 17 Jahre später im Jahr 1973 zurück. Vor seinem Rücktritt hatte der Rat am 20. Dezember 1973 beschlossen, ihn zum Ehrenbürger von Köln zu ernennen; die Verleihung fand am 14. Januar 1974 statt. Außerdem verlieh ihm 1969 die Universität zu Köln die Ehrenbürgerwürde und die juristische Fakultät die Ehrendoktorwürde.  
Auf Initiative von Burauen gründeten im Jahr 1977 etwa 80 Personen aller Ratsparteien eine „Tischrunde ehemaliger Mitglieder des Rates der Stadt Köln“. Diese gab 1986 zu Burauens achtzigsten Geburtstag eine Festschrift mit Ansprachen des ehemaligen Oberbürgermeisters heraus.
1987 starb Theo Burauen in Köln und wurde mit einem „Kölschen Begräbnis“, bei dem zwei Schimmel den Sarg auf einem Plateauwagen durch die Stadt zogen, auf dem Melaten-Friedhof beerdigt. In den Jahren vor seinem Tod war er durch die Spätfolgen einer Beinverletzung, die er sich am 31. Januar 1968 als Gast der Regierung im afrikanischen Ruanda beim Absturz eines Sportflugzeuges zugezogen hatte, auf einen Rollstuhl angewiesen.

## Wirkung
Burauen gilt vielen – auch aufgrund seiner Sozialpolitik – als der populärste Kölner Bürgermeister des 20. Jahrhunderts, der im Stadtrat stets auf überfraktionelle Harmonie, auf die von ihm so genannte „Kölnische Fraktion“, gesetzt hatte. In seine Amtszeit fielen u. a. der Wiederaufbau des Rathauses, der Neubau des Opernhauses, des Wallraf-Richartz-Museums (im Gebäude befindet sich heute das Museum für Angewandte Kunst) und der Sporthochschule. Außerdem wurden die Severins- und Zoobrücke als neue Rheinübergänge errichtet. Eng verbunden mit dem Namen Burauen ist auch der Ausbau der Kölner Messe zu einem Unternehmen von Weltruf. 
In seiner Heimatstadt hatte der Politiker den Spitznamen „Döres“ (Kosename von Theodor). 

## Auszeichnungen
Nach ihm sind in Köln das AWO-Seniorenzentrum Theo-Burauen-Haus, der Theo-Burauen-Platz sowie die Theo-Burauen-Realschule benannt.
- 1964: Großes Bundesverdienstkreuz
- 1964: Großes Silbernes Ehrenzeichen mit dem Stern für Verdienste um die Republik Österreich[2]
- Die Marie-Juchacz-Plakette der Arbeiterwohlfahrt wurde ihm 1971 verliehen.
- 1973: Großes Bundesverdienstkreuz mit Stern